# Wallingford, Connecticut
Wallingford, kommun (town) i New Haven County, Connecticut, USA med cirka 43 026 invånare (2000).